# 岡崎五万石
岡崎五万石（おかざきごまんごく）は、愛知県岡崎市に伝わる民謡、端唄。
江戸時代に徳川家康誕生の地として江戸幕府から別格の扱いを受けていた岡崎藩の繁栄を歌っている。

## 概要
この曲がいつごろ生まれたのかは詳しく分かっていないが、かつて岡崎市の西を流れる矢作川を行き来していた船頭たちが舟唄として歌い始めたという説や、『ヨイコノサンセ』という木遣り唄を応用したという説、など様々な諸説がある。その後江戸の鳶職人の間で人気となり、花柳界にも広まり端唄としても親しまれた。地元岡崎では一時歌われなくなったが、大正時代に復活した。
歌詞に『お城下まで船が着く』という部分があるが、岡崎城から歩いてすぐの場所に船を着けられるということは地元住民の自慢であった。

## 主な歌詞
五万石でも岡崎様は　
アーヨイコノシャンセ　
お城下まで船が着く　ションガイナ
ア　ヤレコノ　船が着く
お城下まで船が着く　ションガイナ
ア　ヨーイヨーイ　ヨイコノシャンセ
まだまだ囃そ（以下、囃子略）
私の心は矢作の白帆

白帆白波　水のまま
見たか聞いたか　岡崎様の

お馬じるしの　三つ団子